# Ясенка-Стецева
Ясенка-Стецева (укр. Ясенка-Стецьова) — село в Турковской городской общине Самборского района Львовской области Украины.
Население по переписи 2001 года составляло 278 человек. Занимает площадь 0,6 км². Почтовый индекс — 82523. Телефонный код — 3269.